# Медісон Тауншип (округ Лекаванна, Пенсільванія)
Медісон Тауншип (англ. Madison Township) — селище (англ. township) в США, в окрузі Лекаванна штату Пенсільванія. Населення — 2469 осіб (2020).

## Демографія
Згідно з переписом 2010 року, у селищі мешкало 2750 осіб у 1025 домогосподарствах у складі 775 родин. Було 1094 помешкання
Расовий склад населення:
| - 98,4 % — білих - 0,5 % — азіатів - 0,4 % — чорних або афроамериканців |

До двох чи більше рас належало 0,7 %. Частка іспаномовних становила 0,7 % від усіх жителів.
За віковим діапазоном населення розподілялося таким чином: 24,4 % — особи молодші 18 років, 63,0 % — особи у віці 18—64 років, 12,6 % — особи у віці 65 років та старші. Медіана віку мешканця становила 42,1 року. На 100 осіб жіночої статі у селищі припадало 96,3 чоловіків;  на 100 жінок у віці від 18 років та старших — 99,0 чоловіків також старших 18 років.
Середній дохід на одне домашнє господарство  становив 69 401 долар США (медіана — 64 129), а середній дохід на одну сім'ю — 78 319 доларів (медіана — 69 961). Медіана доходів становила 50 423 долари для чоловіків та 41 360 доларів для жінок. За межею бідності перебувало 7,5 % осіб, у тому числі 9,8 % дітей у віці до 18 років та 7,4 % осіб у віці 65 років та старших.
Цивільне працевлаштоване населення становило 1364 особи. Основні галузі зайнятості: освіта, охорона здоров'я та соціальна допомога — 24,6 %, виробництво — 19,8 %, публічна адміністрація — 10,4 %, роздрібна торгівля — 8,9 %.